# 塔蒙隆县

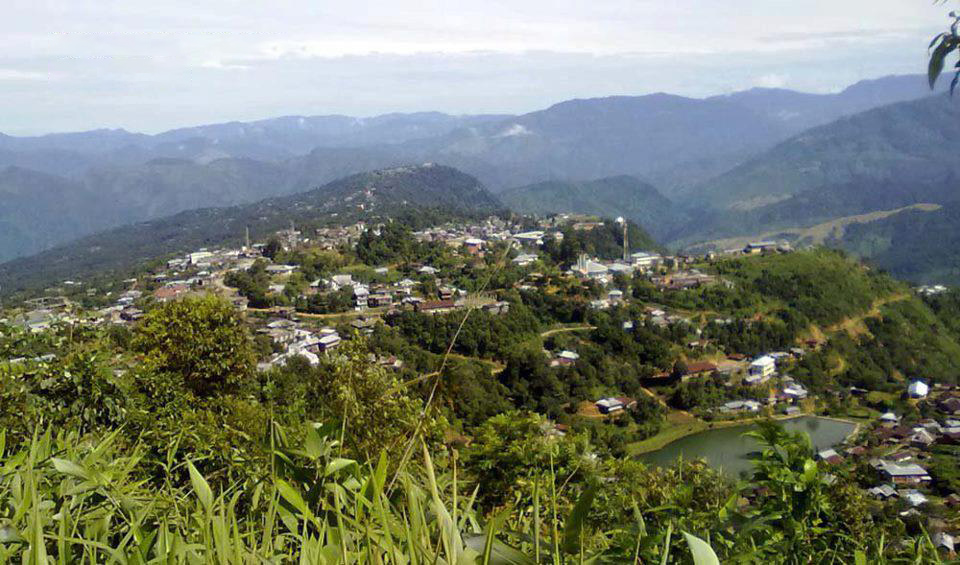

塔蒙隆縣（Tamenglong district）是印度的一個縣，位於該國東北部，由曼尼普爾邦負責管轄，面積4,391平方公里，識字率為70.4%，2011年人口140,143，人口密度每平方公里32人。

## 外部連結
- Official website of Tamenglong district （页面存档备份，存于）